# Martin Mendez
Martin Mendez (nome completo Carlos Martin Mendez Esposito) (Montevideo, 6 aprile 1978) è un bassista uruguaiano naturalizzato svedese, membro del gruppo musicale svedese Opeth.

## Biografia
È stato anche membro di molte altre band con l'amico, ed ex-batterista degli Opeth, Martin Lopez, tra cui Fifth to Infinity, Proxima e Vinterkrig.
Mendez ha suonato con Martin Lopez (quando vivevano in Uruguay) nei Requiem Aeternam.

## Discografia

### Con gli Opeth
- 1999 – Still Life
- 2001 – Blackwater Park
- 2002 – Deliverance
- 2003 – Damnation
- 2005 – Ghost Reveries
- 2008 – Watershed
- 2011 – Heritage
- 2014 – Pale Communion
- 2016 – Sorceress
- 2019 – In cauda venenum
- 2024 – The Last Will and Testament

## Equipaggiamento
- Fender jazz bass (firmato da Marcus Miller)
- Fender Jazz bass American series (Sunburst)
- Ampeg SVT Classic head
- Line6 Bass Multi effect pedal board